# Детроитски техно
Детроитски техно (енгл. Detroit techno) је рани стил електронске музике основан 1980. године. Детроит је прихваћен као родно место техно музике. Истакнути уметници детроитског техноа су Хуан Еткинс (енгл. Juan Atkins), Дерик Меј (енгл. Derrick May) и Кевин Саундерсон (енгл. Kevin Saunderson). Главна особина детроитског техноа је коришћење аналогних синтисајзера и ритам машине (електронски бубњеви и удараљке), нарочито Ролана ТР-909 (енгл. Roland TR-909), или, у каснијим фазама, коришћење дигиталних емулација који су стварали карактеристичне звуке тих машина.

## Белвилска тројка (енгл.
Три особе које су најуже повезане са рођењем детроитског техна као жанра су Хуан Аткинс, Кевин Сандерсон и Дерик Меј, дручагије познати као Белвилска тројка (енг. The Belleville Three) The Belleville Three). Њих тројица, средњошколски другови из Белвила, стварали су електронску музику у њиховим подрумима. Дерик Меј једном је описао детроитску техно музику као "потпуну грешку... попут Џорџ Клинтона и Крафтверка ухваћених у лифту, самих са секвенцером који им прави друштво".
Док је похађао Washtenaw Community College, Аткинс је упознао Рик Дејвиса (енг. Rick Davies), и са њим формирао Сајботрон (енг. Cybtron) Њихов први сингл "Alleys of Your Mind", снимљен на њиховом "Deep Space" издању 1981, продат је у 15 000 примереака, а успех два следећа сингла "Cosmic Cars" и "Clear", навео је калифорнијску издавачку кућу "Fantasy" да потпишу уговор са овим двојцем и издају њихов албум "Clear". Након распада Сајботрона због креативнигх разлога, Аткинс је 1985. почео са снимањем "Model 500" на свом издању "Metroplex". Убрзо је стигао његов водећи сингл "No UFO's". Еди Фовлекс, Дерик Меј, Кевин Сандерсон и Роберт Худ такође су снимали за Метроплекс. Меј је говорио да приградски елемент пружа другачији елемент за стварање музике. "Ми смо музику доживљавали другачије од вас када бисте је сретали у плесним клубовима. Седели бисмо са искљученим светилима и слушали плоче Bootsy-а и Yellow Magic Orchestra. Никада то нисмо доживљавали само као забаву, већ као озбиљну филозофију", напомиње Меј.
Тројица тинејџерских пријатеља су се међусобно повезивала, док слушали електронску музику: Yellow Magic Orchestra, Kraftwerk,-a, Bootsy-a,Parliament-a, Prince-a, Depeche Mode-а и The B-52. Хуан Аткинс је желео да купи синтисајзер, након што је чуо Парламент. Аткинс је такође, био први из групе који је почео да користи миксету, учећи Меја и Сондерсона како да диџејингују.
Под именом Deep Space Soundworks, Аткинс и Меј постали су ди-џејеви на забавама у Детроиту. До 1981. Моџо је пуштаo снимљене миксеве Белвилске тројке, који је је такође био у бранши радећи са другим музичарима. Тројац је путовао до Чикага, како би истражио тамошњу хаус сцену, посебно легендарне ди-џејеве Рон Хардија и Фрнеки Наклса. Хаус је био природни наставак диско музике, тако да је трио почео да ствара синтезу ове плесне музике са механичким звуковима бендова као што је Крафтверк, на начин који је осликавао постиндустријски Детроит. Опсесија будућношћу и њеним машинама, осликвала се доста у њиховој музици, јер је, по Аткинсу, Деотрит био најнапреднији у трансформацији индустријализма.
Хуан Аткинс је означен као "кум техна", док Дерик Меја сматрају "иноватором", а Кевина Сандерсон често називају "подизач". 

## Футуризам
Ови рани уметници детроитског техна употребили су слике научне фантастике, како би артикулисали своје визије трансформисаног друштва. Значајан изузетак овог тренда био је сингл Дерика Меја, издат под његовим псеудонимом "Rhythim Is Rhythim", под називом "Strings of Life" из 1987. Ова живахна химна плесног подијума, била је испуњена богатим синтетичким аранжманима и заузела је андерграунд музичку сцену, у мају 1987. "Погодила је Британију на велики начин између 1987-1988, током експлозије хауса". "Strings of Life" је постала најпозантија Мејова песма, која је по Френки Наклсу, "само експлодирала. Било је то као нешто што не можете да замислите, врста снаге и енергија људи, који су се откачили од те плоче, када би је први пут чули.
Клупска сцена коју је створио техно у Детроиту, био је начин да се приградски црнци из Детроита дистанцирају од "Џита" (енг Јiti), афроамериканце ниже класе који живе у унутрашњости града. "Припремне забаве" су биле опседнудте разметањенм богатсвом и укључивале су многе аспекте европске културе, укључујући имена клубова као што су "Plush", "Charivari" и "GQ Productions", осликавајући тако европску моду и богатство, јер је Европа била синоним за вишу класу. Поред тога, "Припремне забаве" су одржаване у приватним клубовима и било је одређено ко може ући унутра на основу облачења и изгледа. Флајери за забаве, такође су били покушај да ограничавања и удаљавања појединаца из ниже класе, од оних из средње класе.

### Афрофутуризам
Сва тројица уметника допринела су дискурсу афрофутуризма, кроз њихову пренамену технологије, како би створили нови облик музике који привукао маргинализовану андергроунд популацију. Нарочито је у контексту Детроита, у којем је успон роботике довео до масовног губитка радних места у време када су ова тројица одрастала, технологија била веома битна. Процес је "преузео технологију и учинио је "црном тајном".
Звук који су стварали, уједно је футуристички и ванземаљски, дотичући "другост", која је централна тема за афрофутуристички садржај. Према једном критичару, реч је о „ускраћеном звуку који покушава да изађе“.  Тукуфу Зубери објашњава да електронска музика може бити мултурасна и да критичари треба да обрате пажњу „не само на звучну естетику, већ на производни процес и институције које су створили црни музичари“. 

## Музички институт
Инспирисани хаус клубовима у Чикагу, Чез Дамиер, Алтон Милер и Џорџ Милер основали су свој клуб у центру Детроита, под називом "The Music Institute" у улици Бродвеј 1315. Клуб је помогао да се претходна раштркана сцена уједини у андерграунд породицу, где су Меј, Аткинс и Сондерсон били ди-џејеви, са колегама пионирима као што су Еди Фовлкес и Блек Бакстер. Клуб је омогућио сардњу и помогао ономе што ће постати други талас детроитског техна, који је укључивао уметнике на које је Белвилска тројка утицала, и којима је она била ментор.

## Инострани успех
1988. због популарности хауса и есид хауса у Великој Британији, скаут талената Вирџин рекордса (енг. Virgin Records), Нил Раштон (енг. Neil Rushton) контактирао је Дерика Меја, како би сазнао нешто више о детроитској сцени. Како би дистанцирали детроитски звук у односу на звук из Чикага, Раштон и Белвилска тројка, су изабрали реч "техно" за њихове песме, термин који је Аткинс користио од својих Сајбртрон дана. ("Techno City" био је рани сингл.)

## Недавни радови
Хуан Аткинс, Кевин Сандерсон и Дерик Меј остали су музички активни до данас. 2000. годин одржан је први фестивал електронске музике у Детроиту (енг. Detroit Electronic Music Festival), и 2004. Меј је преузео контролу над фестивалом, који је преименован у "Movement". Уложио је своја средства у фестивал, и "тешко рањен финансијски". Следеће године, Кевин Сандерсон водио је фестивал, преименован у " FUSE IN". Сондерсон, Меј и Карл Крејг су настапали на фестивалу 2006, али га нису продуцирали, а када је поново преименован у "Movement". Сандерсон је поново наступао на фестивалу "Movement" 2007.

## Политика
Први талас детроит техна разликовао се од хаус покрета у Чикагу, зато што је потекао из приградске заједнице црначке средње класе у Детроиту. Тинејџери породица које су напрадеовале захваљујући детроитској аутомобилској индустрији, уклоњени су из врсте црног сиромаштва у урбаним деловима Детроита, Чикага и Њујорка. То је резултирало тензијама у клупским просторима које су посећивали гето гангстери или силеџије, где су чести били натписи на којима је писало "No Jits". Младе из приградске средње класе такође је привукла еврофилска култура, која је критикована да није аутентична црна култура. Шаубова анализа Underground Resistance оценила је да је "говор из перспективе суседства о пружању нових визија идентитета, формирао људе у суседству.
Идентитетска политика у детроит техну фокусирана је највише на расне односе. Током стварања техна, постојала је стална и снажна "прогресивна жеља да се пређе преко есенцијалног црног".Иако је класична природа техна избегавала уметнике и продуценте да се одвоје од урбане сиротиње, посебно у првом таласу, помогла им је да градски простори постану предмет њихове сопствене визије, различитих, алтернативних друштва. Ова алтернативна друштва, имала су за циљ прелазак преко концепта расе, етницитета и мешала су оба концепта заједно. Рани продуценти детроитског техна у различитим приликама су изјављивали да је циљ био направити техно који се тиче музике, а не расе. Као што је Хуан Аткинс рекао: "Мрзим што се ствари морају раздвајати и сецирати (по раси)... за мене то не би требало да буде ни црна ни бела музика, то би требало да буде само музика".

## Нови плесни звук Детроита
Експлозија интересовања за електронску плесну музику током касни осамдесетих, пружила је контекст за развој техна као жанра са којим се може идентификовати. Средином 1988. британско издање Techno! The New Dance Sound of Detroit, албум који је сачињен од стране некадашег нортерн соул ди-џеја и власника " Kool Kat Records", Нил Раштона (енг. Neil Rushton) и Дерика Меја, био је важна прекретница и обележила је увођење речи техно у посебан жанр музике. Иако је компилација ставила реч техно у лексикон британском музичког новинарства, музика је неко време била окаратерисана као високотехнолошка детроитска интерпретација чикаго хауса, а не као чист жанр за себе. У ствари, радни наслов компилације био је "The House Sound of Detroit", све док додавање Аткинсонве песме "Techno Music" није изазвало преиспитивање жанра. Раштон је касније рекао, како су Аткинс, Меј и Саундерсон и он заједно смислили коначно име компилације, и да је Белвилска тројка одбила да име жанра да по регионалном бренду хауса; уместо тога, фаворизовали су термин који су већ користили, техно.

## Други талас
Први талас детроитског техна достигао је врхунац 1988-89, популарношћу уметника као што су Дерик Меј, Кевин Сандерсон, Блек Бакстер и Чез Дамиера, и клубова попут "St. Andrews Hall", "Majestic Theater", "The Shelter", and the "Music Institute". Истовремено, детроит техно имао је користи од раста европске рејв сцене и разних уговора о лиценцирању са издавачким кућама у великој Британији, укључујући "Kool Kat Records". До 1989. године, Мејова песма "Strings of Life" достигла је статус химне, неколико година након снимања.
Почетком деведесетих година 20. века, други талас детроитских уметника почео се пробијати, укључујући, између осталих, Карл Крејга, "Underground Resistance" (укључујући Мајк Бенкса, Џеф Милса и Роберт Худа), Блек Бакстера, Џеј Денама и Октав Вана. Према музичком новинару Симон Рејнолдсу, у истом периоду, који је започео као европска фантазија о елеганцији и префињености, британски и европски продуценти су је, иронично, трансформисали у вулгарну галаму за руље: химничну, симпатичну сентименталност, нескривено лудој за дрогом". Детроит је прихватио овај максимализам и створио варијанту есид хауса и техна. Резултат је био оштар детроитски звук, препун рифова и инустријске мрачности. Две главне етикете овог звука биле су "Underground Resistance" и "+8", а обе етикете су мешале електро из осмадесетих, британски синт поп и индустријал, паралелно са брутализмом рејв музике у Европи.
Музика "Underground Resistance" уобличила је неку врсту апстрактне милитантности, представљајући се као група у борби са комеријалном, мејнстрим индустријом забаве, коју су називали "програмерима" у њиховим песмама као што су Predator, Elimination, Riot или Death Star. Слично томе, етикету "+8" формирали су Ричи Хотин и Џон Аквавива (енг. John Acquaviva), који су еволуирали од инустрајл хардкора, до минималистичког прогресивног техно звука. Као пријатељски ривали Underground Resistancе-у, +8 је убрзавала своје песме, попут песме Vortex.
На дан Меморијалног викенда 2000. године, љубитељи електронске музике из целог света, нашли су се на Харт Плази (енг. Hart Plaza), на обали Детроитске реке, како би посетили први фестивал електронске музике у Детроиту (енг. Detroit Electronic Music Festival). 2003. године руководство фестивала променило је име у Мувмент (енг. Movement), затим 2005. у Fuse in, и на крају у Movement: Detroit's Electronic Music Festival. На фестивалу наступају ди-џејеви и извођачи свих праваца електронске музике, траје 3 дана, и сматра се најбољим андерграунд музичким фестивалом електронске музике у САД. Такође, постоји много догађаја ван фестивала, укључујући највеће афтерпартије у легендарном детроитском масоноском храму (Detroit Masonic Temple), и још једну популарну журку у Олд Мајамију (енг. Old Miami) са лајнапом изненађења.

## Важне издавачке куће
- Acacia Records
- 430 West Records
- Detroit Techno Militia
- Axis Records
- Fact records
- Fragile
- Metroplex
- Minus Records
- Planet E Communications
- Plus 8
- Transmat
- Underground Resistanc

## Остали продуценти и извођачи
- Aril Brikha
- Surgeon (musician)
- Fabrice Lig